# The Great Adventure (film fra 1921)
The Great Adventure er en amerikansk stumfilm fra 1921 af Kenneth Webb.

## Medvirkende
- Lionel Barrymore - Priam Farll
- Doris Rankin - Alice Challice
- Octavia Broske - Sophia Entwhistle
- Thomas Braidon - Henry Leek
- Arthur Rankin
- Paul Kelly
- Maybeth Carr - Dorothy